# Triolena campii
Triolena campii är en tvåhjärtbladig växtart som först beskrevs av John Julius Wurdack, och fick sitt nu gällande namn av John Julius Wurdack. Triolena campii ingår i släktet Triolena och familjen Melastomataceae. IUCN kategoriserar arten globalt som starkt hotad.
Artens utbredningsområde är Ecuador. Inga underarter finns listade i Catalogue of Life.